# Gonzeville
Gonzeville é uma comuna francesa na região administrativa da Normandia, no departamento de Sena Marítimo. Estende-se por uma área de 4,92 km². Em 2010 a comuna tinha 122 habitantes (densidade: 24,8 hab./km²).